# Привороття (Кам'янець-Подільський район)
Приворо́ття — село в Україні, у Кам'янець-Подільському районі Хмельницької області. У 2020 році увійшло до Орининської сільської громади.

## Назва
Назва ж Привороття пов'язана з воротами, які були встановлені з метою контролю за в'їздом в Орининський ліс, через який пролягав старовинний шлях з Чорнокозинець на північний схід до міста Кам'янець-Подільський.
За деякими відомостями, одне з найдавніших поселень на території села називають «Димки». Оскільки населення знаходиться у видолинку вздовж річкою Верболіз, то зі шляху, який вів до сусіднього Оринина, його не було видно. Лише димки, що здіймалися над убогими хатинками було видно ще здалеку. Звідси, мабуть, і назва — «Димки».

## Географія
Подільське село Привороття розташоване в південно-західній частині України, за 23 кілометрів автодорогами від Кам'янця-Подільського. Його західним сусідом є село Добровілля та Кізя. Через село тече потік Безіменний, що впадає в річку Потік Кізя.

### Клімат
Привороття знаходяться в межах вологого континентального клімату із теплим літом, але діяльність людини призводить до поганих змін та глобального потепління. Рівень наповнення річок водою в області становить лише 20 % від необхідного стандарту, значна частина земної поверхні стає посушливою. Для покращення ситуації варто було б проводити ревайлдинг, відновлювати екосистеми та лісові насадження.

## Історія
Неподалік села на відстані 1 км від центру в північно-західному напрямку знайдено кремінні сокири, залишки населення, яке належить до раннього періоду трипільської культури (приблизно 4 тис. років до н. е.).
Перші письмові згадки про село Привороття відносяться до 1532 року. Саме цього року дворянка Катерина (з Оринина) подарувала своєму чоловікові за другим шлюбом Павлу Клюгу частину Привороття. Другою частиною села володіли пани Рашко і Гіляк. З 1535 року Привороття повністю належало Клюгу.
У XVII—XVIII століттях село переходило з рук в руки. Ним володіли пани Корабчевські, Блищинські, Стржалковські. У XIX столітті тут панував Станіслав Ятовський, згодом Жукотинська, яка 1894 року продала маєток в Приворотті Миколі Володимировичу Римському-Корсакову. У 1900 році повноправним господарем Привороття став Іван Єгорович Ракович (зять Римського-Корсакова).
У 1578 р. село було спустошено набігами татар, але згодом відновилося. В 1790 р. в селі та присілку було 105 дворів, а у 1905 р.- 190 дворів з населенням 934 мешканця.
У квітні 1917 р. в селі був організований сільський виконавчий комітет під керівництвом якого було конфісковано поміщицький ліс і землі. У 1918—1920 роках були зміни кількох влад, доки не ствердилась радянська окупація.
В 1921 році було створено комзами на засіданні якого було створено сільськогосподарський колектив «Червоний працівник» головою якого був Щербань Андрій Андрійович. В 1936 році йог було перейменовано на ім. Димитрова.
У 1930 роках було багато репресовано заможних селян: Марчак М.Н, Побережний К. К. та багато інших.
В 1932–1933 селяни села пережили сталінський голодомор.
10 липня 1941 року в село вступили мадярські частини. Після завершення Другої світової війни у 1946—1947 роках мешканці села вчергове пережили голод. Голодомор 1946—1947 роках забрав життя 150 жителів села.
В 1950 р. до к-пу ім. Димитрова с. Привороття було приєднано колгосп 8 Березня с. Доброволя. У грудні 1959 р. колгосп ім Калініна Кізя та Адамівка.
В 1951 році колгосп узяв участь у Всесоюзній сільськогосподарській виставці за був премійований мотоциклом, а в 1958 р. дипломом ІІ ст. і вантажною автомашиною.
З 1954—1992 рр. головою колгоспу був Щербань С. А. Господарство стало багатогалузевим господарством.
У 1970—1980 рр. значно змінився соціальний і господарський облік колгоспу і села. В 1971 р. був збудований цегельний завод, фермські приміщення, автопарк, механізованої майстерні, приміщення контори, сільської ради, середньої школи, магазину, дитячого садка, багатоквартирні будинки для спеціалістів с/г.
В період чергової партійної компанії з укрупнення с/г виробництва з 1975—1987 рр. до к-пу «Прогрес» с. Привороття було приєднано сіл Підпилипя та Подоляни. В 1987р ці села від'єдналися утворивши колгосп ім. К.Спасюка.
З 1991 року в складі незалежної України.
У березні 1992 р. на базі к-пу було створено селянську спілку «Прогрес». Згодом у 2001 р. СТОВ Приворотське. Керівниками були Федьков М. С.,Соломон М. М., Щербань В. С. «Приворотське» очолив Хмелянчишен В. І.
24 грудня 2019 року шляхом об'єднання сільських рад Кам'янець-Подільського району село Привороття увійшло до складу Орининської сільської громади. Об'єднання в громаду має створити умови для формування ефективної і відповідальної місцевої влади, яка зможе забезпечити комфортне та безпечне середовище для проживання людей.

## Населення
Населення становить 833 осіб.

### Мова
У селі поширена південноподільська говірка, що належить до подільського говору, який належить до південно-західного наріччя.
100 % населення вказало своєю рідною мовою українську мову за даними перепису 2001 року.

## Інфраструктура
Соціальна сфера села зберегла надбання попередніх десятиліть, розвиваючи їх. Зокрема на території села успішно функціонують ЗОШ -І-ІІІ ст., дитячий садок, ФАП, СБК діє торговельна мережа приватних підприємств. Серед перспектив соціально-економічного розвитку села є газифікація населеного пункту, об'єктів комунальної сфери її розвиток, створення загальноосвітнього шкільного округу завдяки виконанню Програми «Шкільний автобус» тощо.

## Релігія
Значну роль у духовному відродженні відіграє Святовознесенська церква, зареєстрована і прекрасно оздоблена стараннями отця Романа при підтримці Архиєпископа Миколая уродженця села Кізя.
Селі діють:
- Церква Святого Вознесіння (УПЦ МП)
- Церква Євангельських Християн-Баптистів

## Охорона природи
Село лежить у межах національного природного парку «Подільські Товтри».

## Відомі люди
- Кукуруза Степан Тимофійович (1883/1888? — 1937) — видатний український громадський та культурний діяч у Харбіні (Китай).
- Щербань Сергій Авксентійович (1922—2011) — заслужений працівник сільського господарства Української РСР (1977), почесний громадянин Кам'янець-Подільського району.

## Галерея

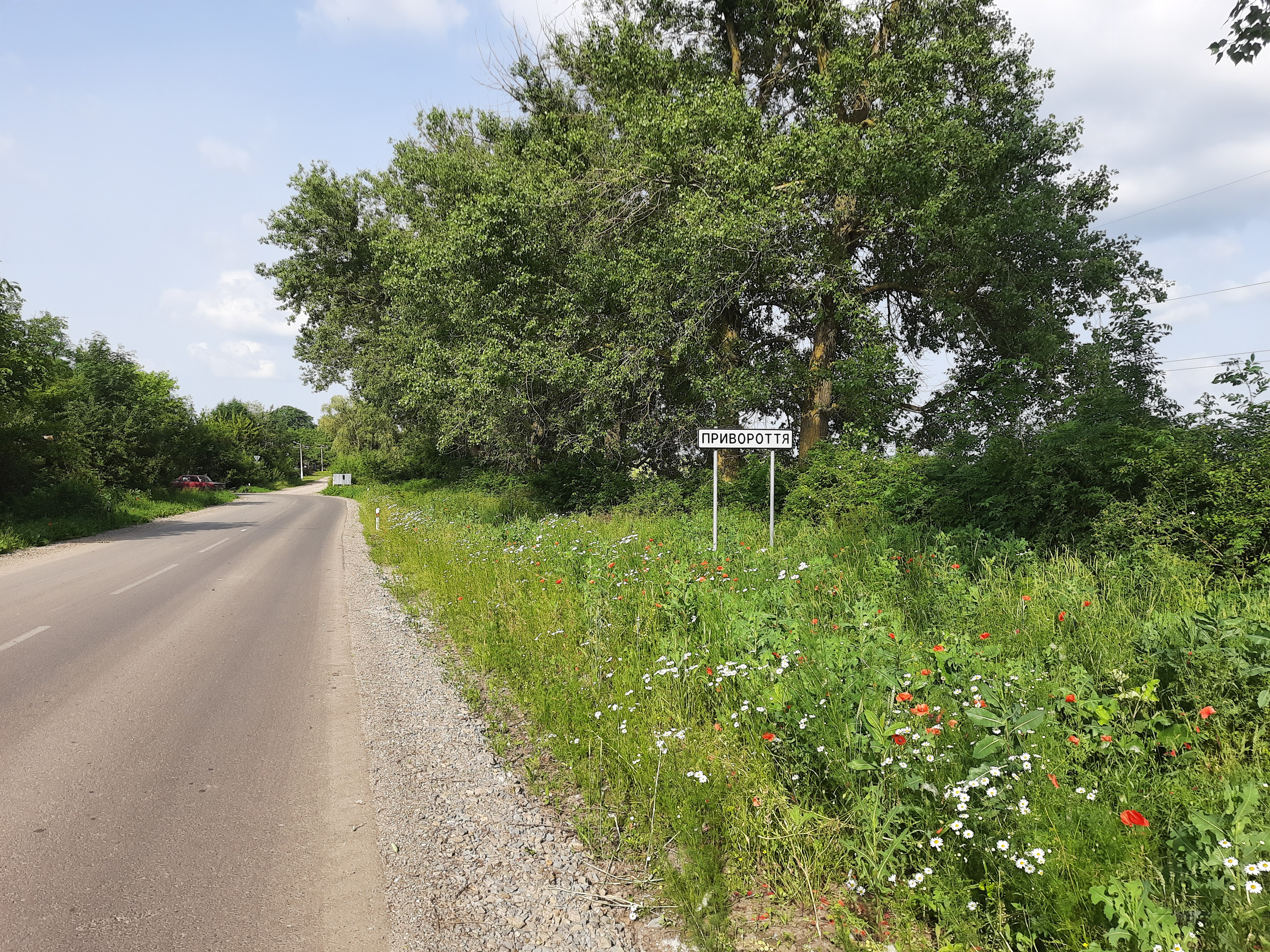
В'їзд у село
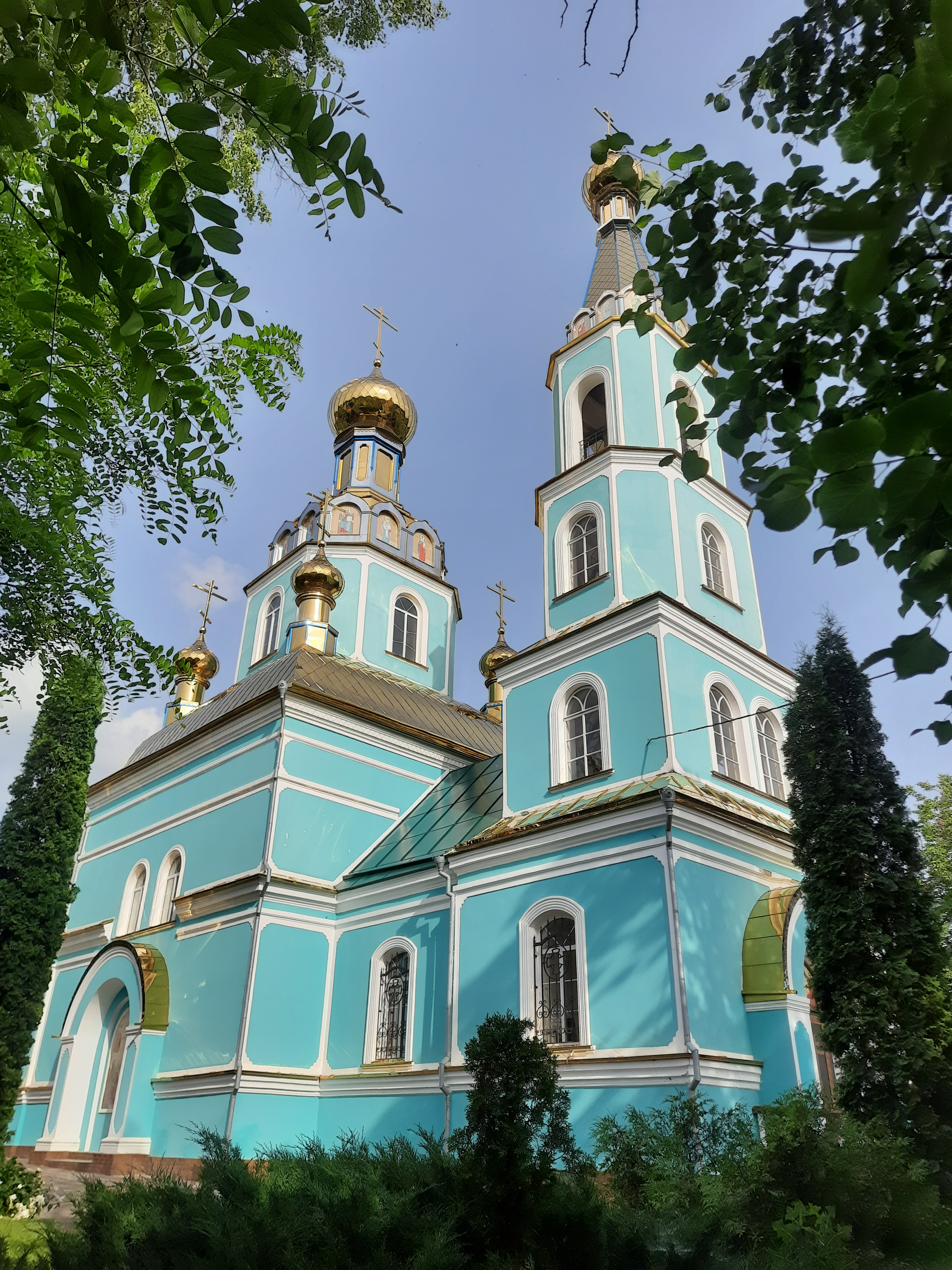
Вознесенська церква 19 ст.
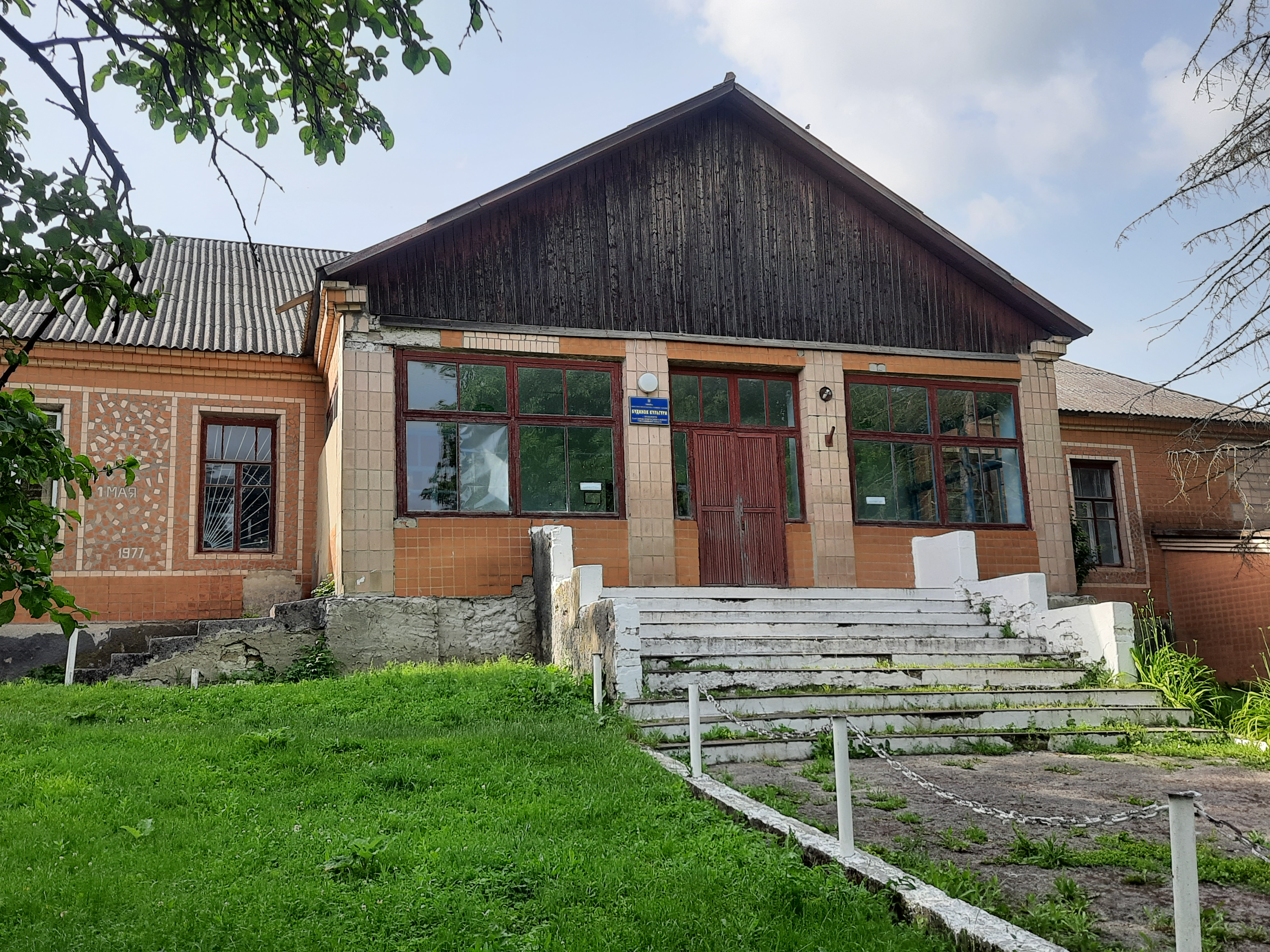
Клуб
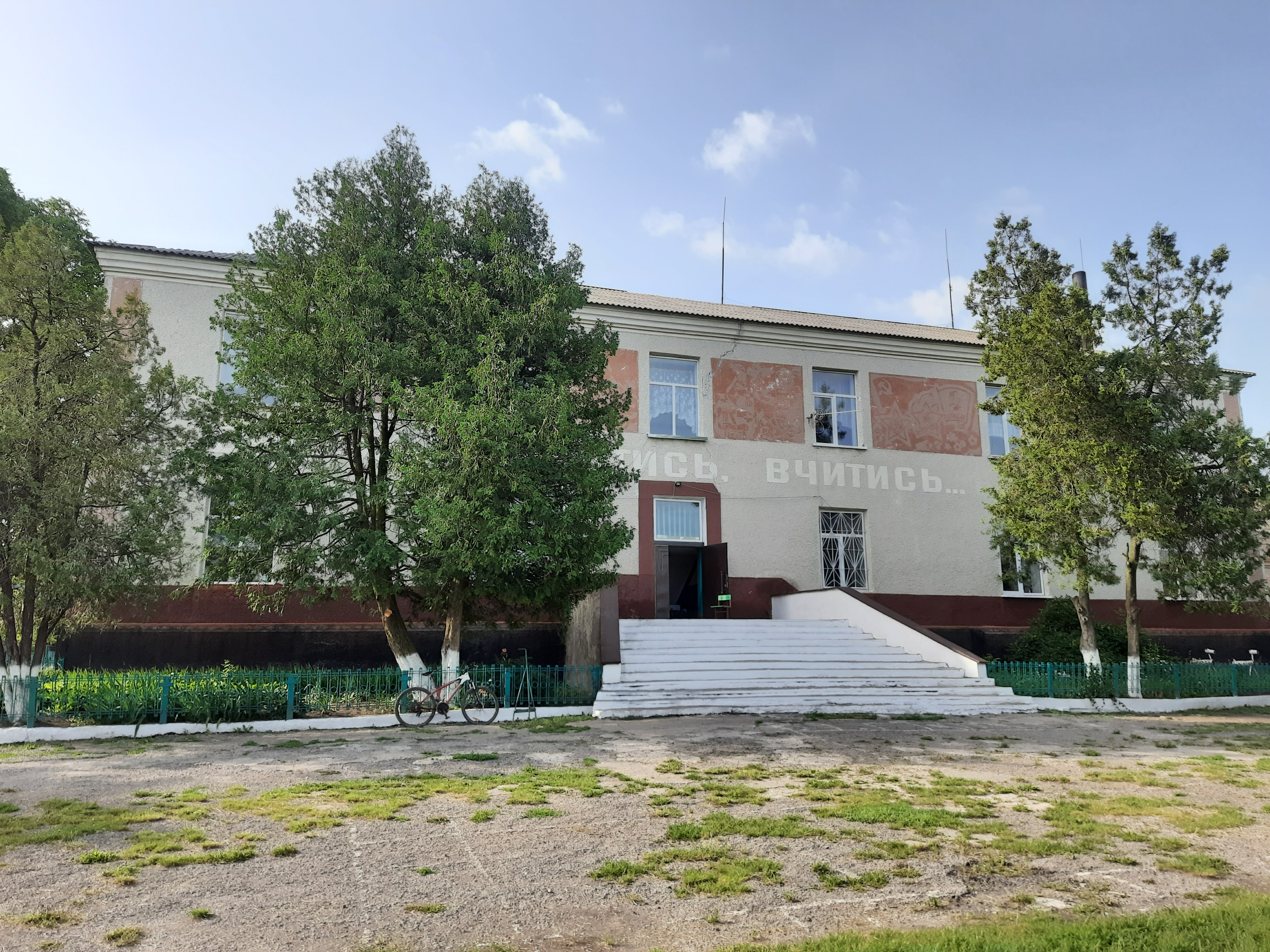
Школа
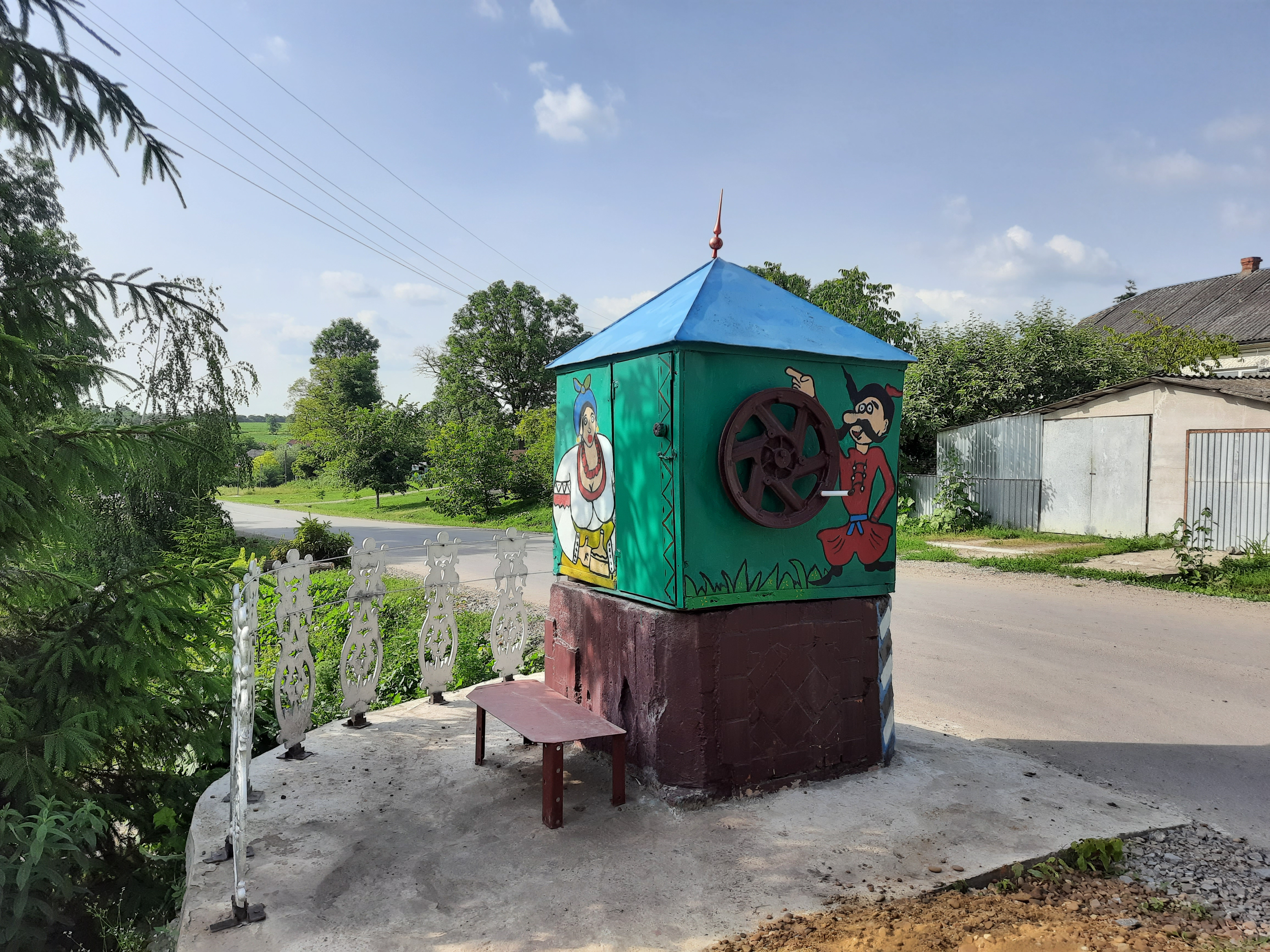
Сільська вулиця